# Ernst du Plat
Georg Ernst Emil du Plat (23. juni 1816 i København – 15. december 1892) var en dansk officer, bror til Cæsar og Glode du Plat.
Han var søn af general Heinrich du Plat. Du Plat blev 1826 kadet, 1832 sekondløjtnant, 1842 premierløjtnant, 1849 kaptajn af 2. klasse, 1853 kaptajn af 1. klasse, 1861 major og 1864 oberstløjtnant. 1864 var han chef for 17. bataljon, 1864-67 chef for 4. bataljon, og 1867-70 var han chef for 24. bataljon. 1867 blev han oberst og fik 1870 ifølge ansøgning afsked med karakter af generalmajor. Han blev hofjunker 1840, kammerjunker 1841, Ridder af Dannebrog 13. september 1848 og Dannebrogsmand 6. oktober 1860.
6. februar 1867 ægtede han i Garnisons Kirke Maria Franziska Josephine Owen (5. juli 1819 – 27. april 1895), datter af Joseph Owen (1798-1862).
Han er begravet på Garnisons Kirkegård.